# عزمی مجاهد
عزمی مجاهد (عربی: عزمي محمد مجاهد؛ ۱۵ آوریل ۱۹۵۰ – ۱۲ سپتامبر ۲۰۲۰) بازیکن والیبال اهل مصر بود.